# Ctenus calderitas
Espèce
Ctenus calderitas est une espèce d'araignées aranéomorphes de la famille des Ctenidae.

## Distribution
Cette espèce est endémique du Quintana Roo au Mexique.

## Description
La femelle holotype mesure 7,10 mm.

## Étymologie
Son nom d'espèce lui a été donné en référence au lieu de sa découverte, Calderitas.

## Publication originale
- Alayón, 2002 : Dos especies nuevas de Ctenus (Araneae: Ctenidae) de Quintana Roo, México. Solenodon, vol. 2, p. 11-16 (texte intégral).